# Prášily
Prášily ( Stubenbach) jsou obec v okrese Klatovy, zhruba 17 km jihozápadně od Sušice. Žije zde 152 obyvatel a katastrální výměra činí 112,33 km². Rozlohou jsou tak největší obcí v České republice, která není městem. Celé území obce se nachází na území Národního parku Šumava.
Tato horská ves (původní název Gattermayerova huť) vznikla při sklárně v polovině 18. století. Prášily se rozprostíraly na svahu hor Ždánidla, Poledník a Formberg, na obou březích Prášilského potoka. Místní sklářské hutě se specializovaly na výrobu zrcadlového skla a jejich provoz skončil roku 1824. Areál sklárny pak sloužil jako výrobna ručního papíru, která v roce 1933 vyhořela (ruční papír, který se zde vyráběl, byl dodáván pro prezidentskou kancelář). Významné středisko rekreace a turistiky z období první republiky po odsunutí německého obyvatelstva a začlenění do Vojenského výcvikového prostoru Dobrá Voda takřka zaniklo. V období komunistické vlády byla obec pro veřejnost uzavřena, počet obyvatel klesl až k 50.
V 90. letech byl vojenský prostor zrušen a oblast byla opět zpřístupněna. Dnes jsou Prášily významným centrem zimní a letní turistiky. Turistické trasy odtud vedou hlavně k jezeru Laka, Prášilskému jezeru a na Poledník (1315 m) s rozhlednou. Čtyři kilometry od Prášil je hraniční přechod (pouze pro pěší turisty a pro cyklisty), vedoucí z bývalého Pomezí (německy Gsenget) do německého Scheuerecku (osada obce Lindberg).

## Části obce
- Prášily
- Nová Hůrka

V letech 1850–1899 k obci patřila i Filipova Huť.
Okolní samoty a osady (např. Stodůlky a Hůrka) zanikly.

## Historie

### Vznik obce
Panství v této oblasti vlastnil kolem roku 1640 rod Lobkoviců. V roce 1739 existovaly první obytné domky kolem sklářské hutě. Roku 1763 koupil sklárnu hrabě Josef Kinský a ves dostala název Stubenbach. V roce 1799 koupil od hraběte Filipa Kinského prášilské panství kvůli plánům na těžbu a plavení dřeva kníže Josef II. Schwarzenberg. Roku 1803 byl postaven kostel sv. Prokopa. V 1. čtvrtině 19. století upravil J. K. Eggerth sklárnu na výrobu ručního papíru. Závod byl zničen roku 1933 požárem.

### Začátek 20. století

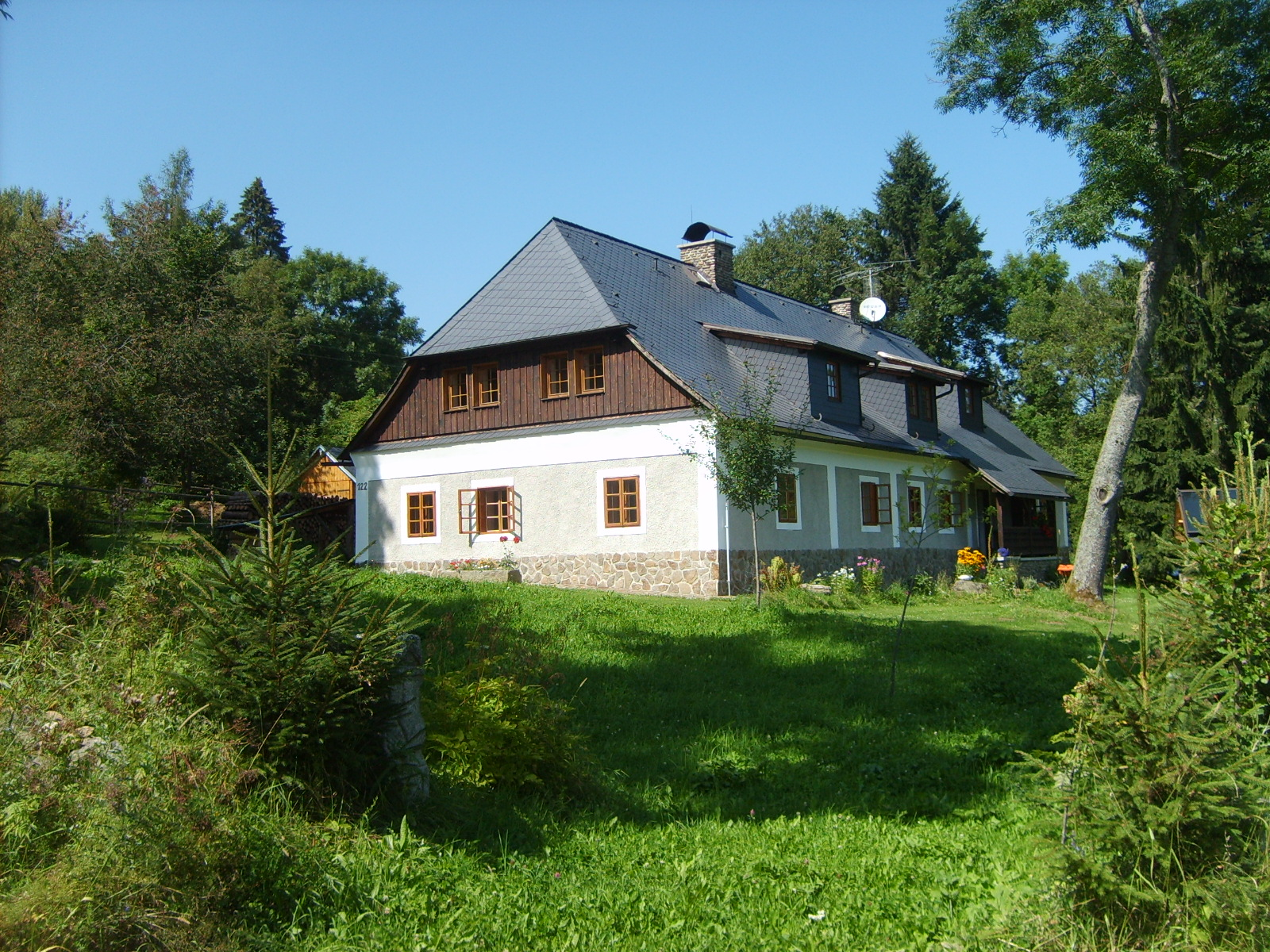
Dům v Prášilech

Počátkem 20. století začaly být dřevěné stavby nahrazovány zděnou výstavbou, postavena byla pošta s telegrafem, dva hostince a studentská noclehárna, četnická stanice, inspektorát, oddělení finanční stráže, státní polesí, obecná škola, trojtřídní česká škola a čtyřtřídní škola německá, pila a papírna, která patřila k nejstarším v Čechách. Zřízena byla i lékařská ordinace.
V roce 1921 v obci žilo 1373 obyvatel, z nichž 29 se hlásilo k české národnosti, 1338 k německé a zbytek k ostatním. Evidováno zde tehdy bylo 190 domů (zřejmě včetně okolních samot, k obci administrativně patřících).
Bývalý Schwarzenberský pivovar byl roku 1928 přestavěn na chatu Klubu českých turistů, kam bylo již zavedeno elektrické světlo. Roku 1936 vystavěli členové Klubu českých turistů na Prášilském potoce koupaliště. Od roku 1938 se v Prášilech uvádí elektrické osvětlení z malé elektrárničky a jednoduchý vodovod rozvedený z bystřiny. Tehdy, v roce 1938, zde žilo 1022 obyvatel ve 161 domech. Většina obyvatel se živila jako dřevaři nebo drobní řemeslníci. V obci byly registrovány dva německé a dva české spolky.
K Prášilům náležely i mnohé samoty a osady v blízkém i vzdáleném okolí, které dnes lze v terénu identifikovat jen s přesnou znalostí lokalizace: Dolní a Horní Steindlberg (později Horní a Dolní Ždánidla), Gsenget (Pomezí), Horní Huť, Formberg, Liščí Díry, Zelenohorská Huť, Neubrunn, Seeberg, Seckerberg (Horky), Sonnberg (Slunečná), Gruberg (Hrubá).

### Léta 1938 až 1947
Po Mnichovské dohodě byly Prášily přičleněny k nacistickému Německu a byla vysídlena česká menšina obyvatel této obce.
Na konci druhé světové války, dne 6. května 1945, se v Grubergu (Hrubé) odehrál poslední boj 90. pěší divize armády generála Pattona, která prošla Evropou od vylodění v Normandii až do Čech.
Po skončení druhé světové války vysídlení naopak potkalo německou většinu obyvatel obce a přilehlých osad a samot. V rámci dosidlování pohraničí byli do kraje pozváni obyvatelé ze Slovenska a Rumunska, kterým zde byla nabídnuta práce (převážně v lese), možnost bydlení a chování dobytka. Státní statistický úřad v Praze uvádí, že v obci Prášily o rozloze 6279 ha bylo k 22. květnu 1947 sečteno 357 přítomných obyvatel.

### Léta 1948 až 1989
Po komunistickém puči byl podél celé hranice vybudován pohraniční drátěný zátaras a v hraničním pásmu byl lidem znemožněn pohyb v okolních lesích. V roce 1952 se území obce a okolí stalo součástí vojenského újezdu a život obyvatel, kteří v Prášilech zůstali, se značně ztížil. Na okolních stráních se rozprostřely dráhy pro obrněné transportéry a tankové střelnice. V době, kdy probíhala vojenská cvičení (to bylo velmi často), se děti nedostaly do školy v Hartmanicích třeba několik dní.  Ani místní občané nemohli chodit za hraniční zátaras a ti, co za „dráty“ pracovali, tam mohli jen s ozbrojeným doprovodem po důkladném prověření.
Okolní opuštěné vesnice posloužily jako dělostřelecké cíle a postupně tak byly srovnány se zemí. Zmenšila se i samotná obec Prášily. Kostel svatého Prokopa byl nejprve přestavěn na kulturní dům, později sloužil jako tělocvična nebo stáj pro dobytek. Poté, co se začala naklánět jeho věž, byl pod záminkou havarijního stavu dne 4. ledna 1979 odstřelen. Zachován zůstal pouze hřbitov s ulámanými kříži.
V roce 1994 byly na místě bojů v bývalém Grubergu exhumovány ostatky německých vojáků.

## Současnost

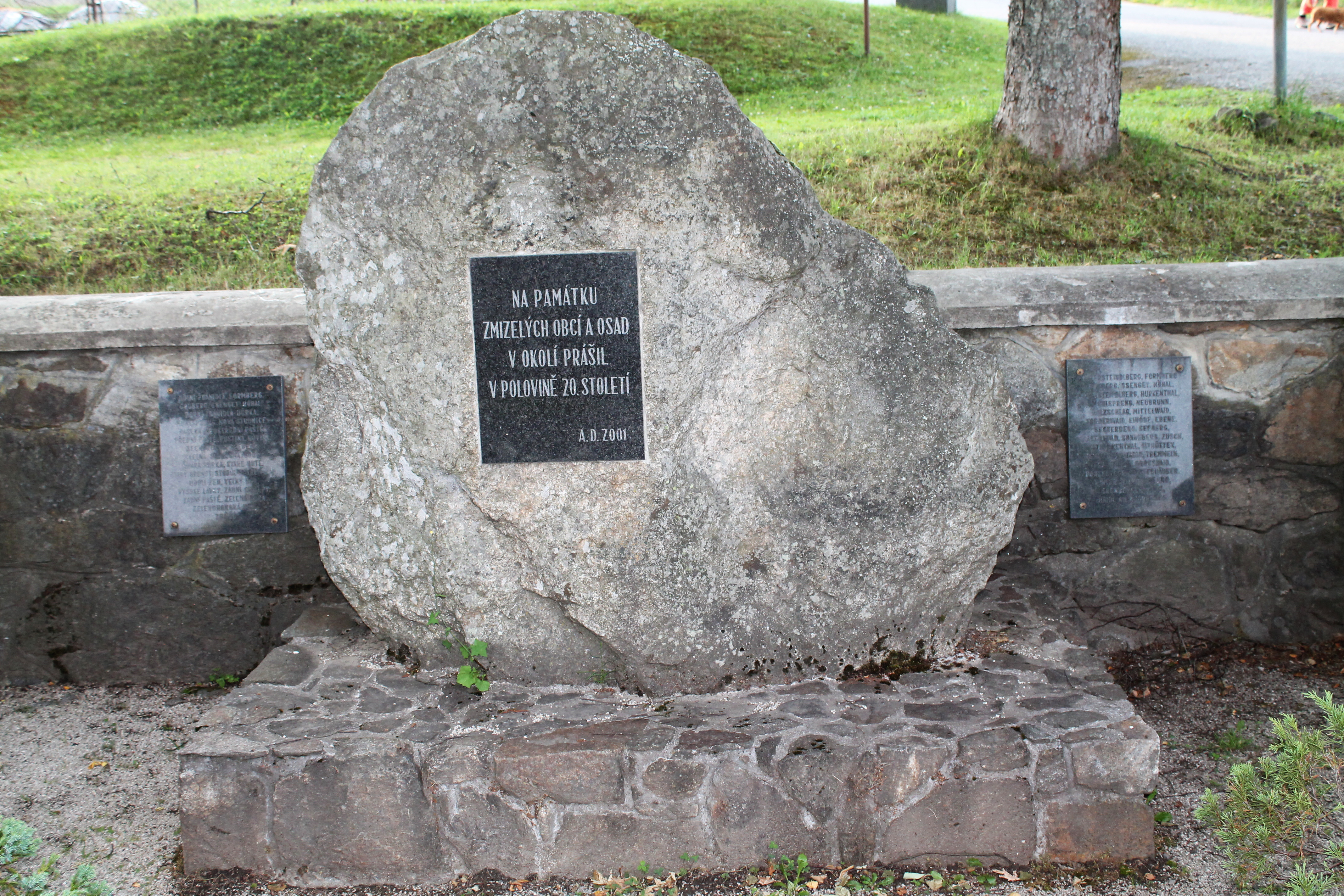
Památník vesnic zničených ČSLA v 50. letech

Dnes z původní obce zbylo sotva 25 domků. Některá stavení byla stržena pro zchátralost ještě v 90. letech. Tehdy zanikl i cenný roubený dům č. p. 123 pocházející pravděpodobně už z doby založení obce. Celých čtyřicet let sem nikdo nesměl, mnozí lidé se odstěhovali, ale někteří přece jen vydrželi. Obec nemá školu ani kostel.
Bývalé střelnice dnes zarůstají, dodnes v řadě míst najdeme cedule upozorňující na možnou přítomnost nevybuchlé munice. Její kompletní odstranění není reálné. Náklady na odstranění munice z celého prostoru se odhadují na 15 až 30 miliard Kč.
V roce 2005 společnost Šumava BUS s. r. o. zahájila pravidelnou autobusovou dopravu. Autobus jezdí čtyřikrát denně včetně víkendů ze Železné Rudy přes Prášily a Hartmanice do Sušice, kde navazuje na vlaky. Již od roku 2002 sem jezdí letní autobusy Národního parku Šumava, které vozí turisty – tato doprava je ovšem omezena jen na červenec a srpen (v některých letech i červen a září o víkendech).
Od roku 2005 se zde nachází soukromá botanická zahrada asi na 2,5 ha a obsahuje více než 5000 rostlin nejen ze Šumavy, ale i celého světa. V současné době se přetváří na skalní botanickou zahradu (česká škola), ve které nechybí ptačí dům, jezírka s rašeliništi a květenou. Zahrada je nejvýše položená botanická zahrada v Česku.
Obec Prášily vybudovala na okraji obce (dnes hojně vyhledávané) veřejné tábořiště, v centru obce pak veřejné toalety.
K připomínce událostí v bývalém Grubergu na konci druhé světové války byl dne 7. června 2025 slavnostně odhalen pomník za přítomnosti prezidenta Petra Pavla.

## Kulturní pozoruhodnosti
Jméno obce Prášily se objevilo v písni Cestářská z roku 1957. Původní francouzskou lidovou píseň upravil právník Státních silnic Plzeň Jiří Straka, který je uveden jako jediný autor na etiketě gramofonové desky Supraphon. Český text pochází z knihy Zpěvy sladké Francie, kterou z francouzštiny přeložil Hanuš Jelínek. Silnici do Dammville, která byla pro cenzuru nepřijatelná, nahradili cestou do Prášil.
V roce 1997 zřídila obec Prášily v budově obecního úřadu Informační středisko obce Prášily (svého času první na Šumavě), které od té doby funguje nepřetržitě dodnes.
Po roce 2000 byl na území obce zřízen Archeopark Prášily, který návštěvníky seznamoval s životem Keltů na českém území. Koncem roku 2016 budova parku vyhořela, vstupní brána se stala pro návštěvníky nebezpečnou a tak byla v roce 2019 zbourána. Archeopark je trvale zrušen.
V létě 2022 byl u základů kostela nainstalován Poesiomat.

## Galerie

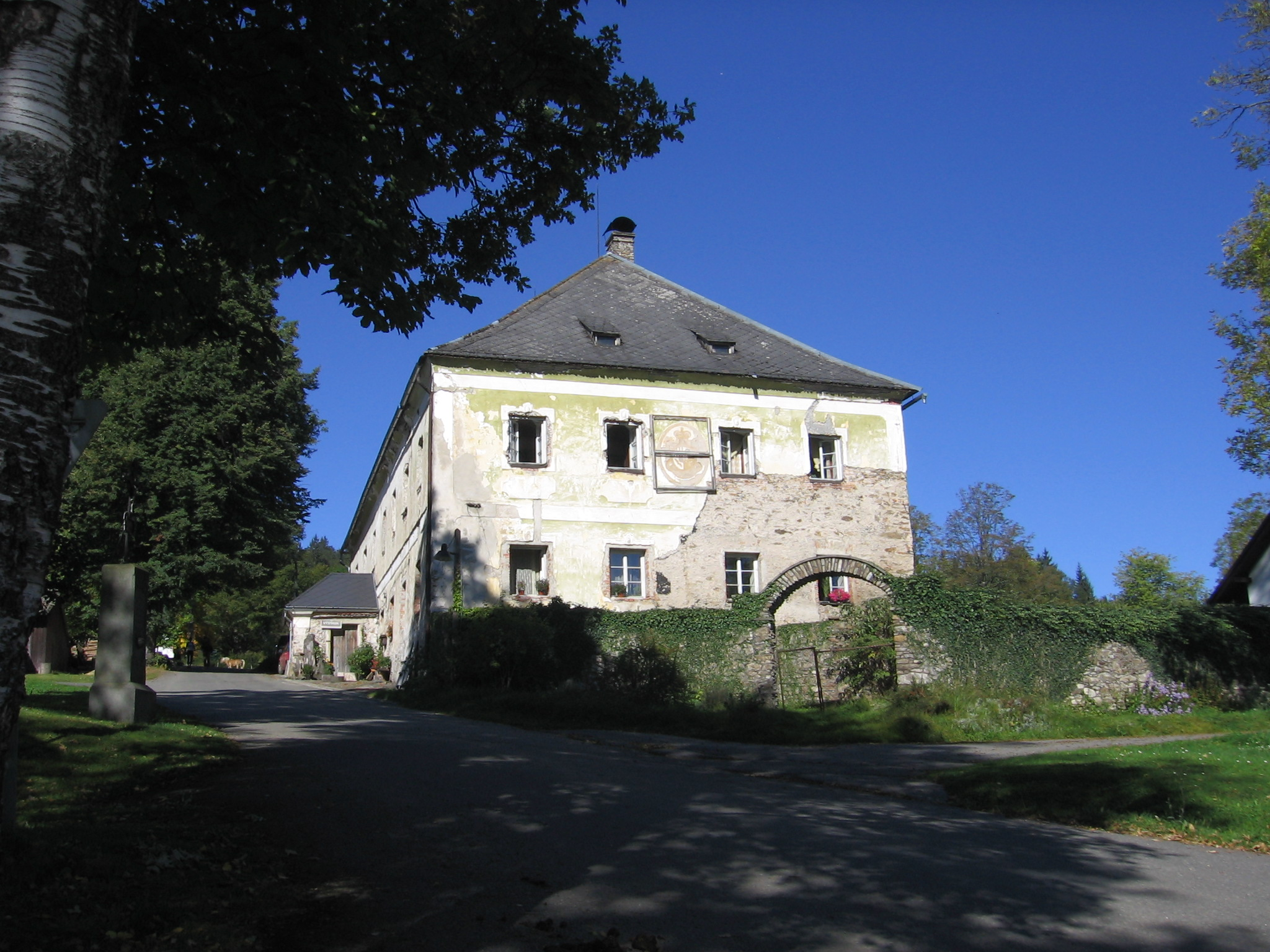
Panský dům
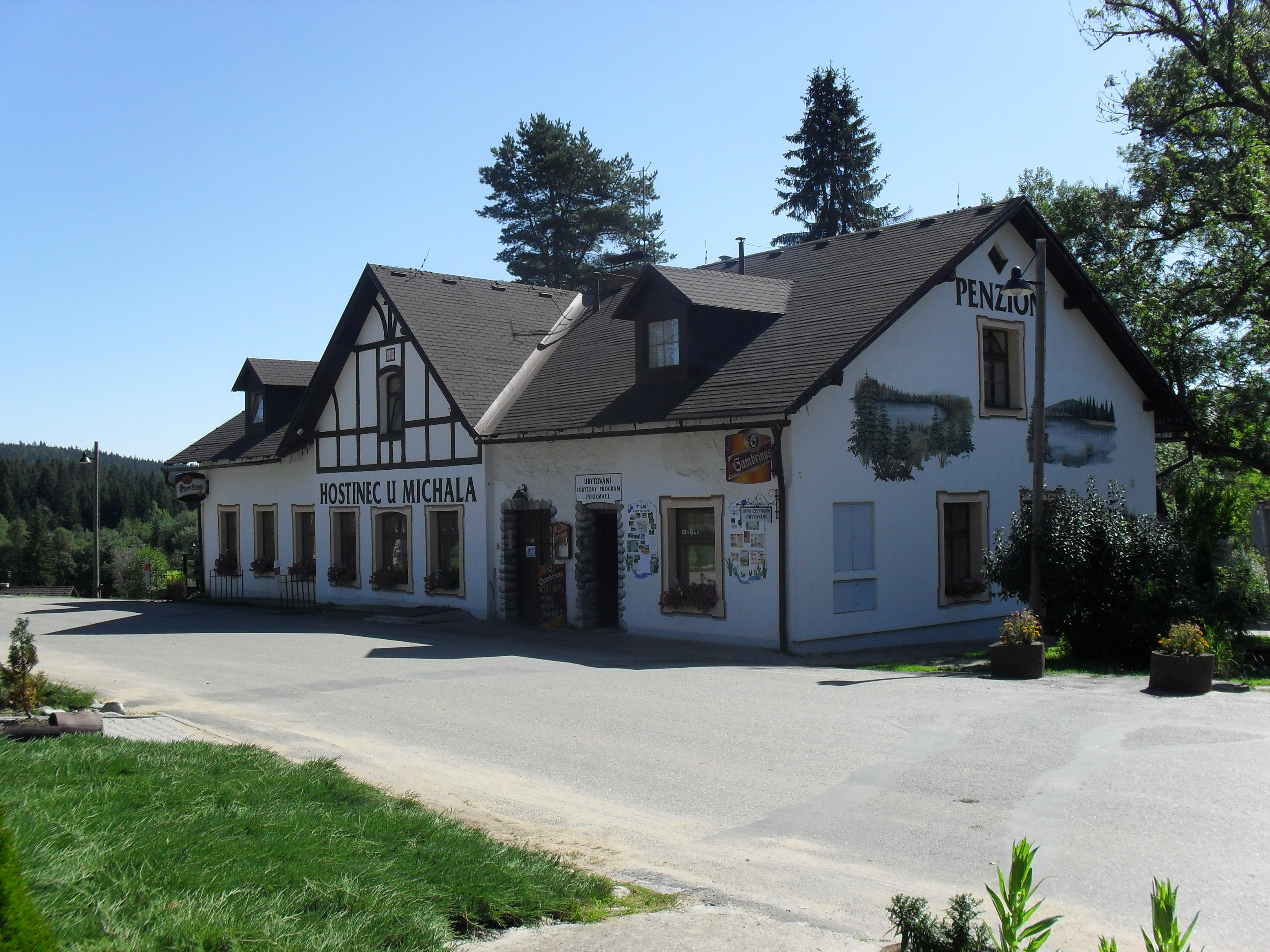
Hostinec u Michala
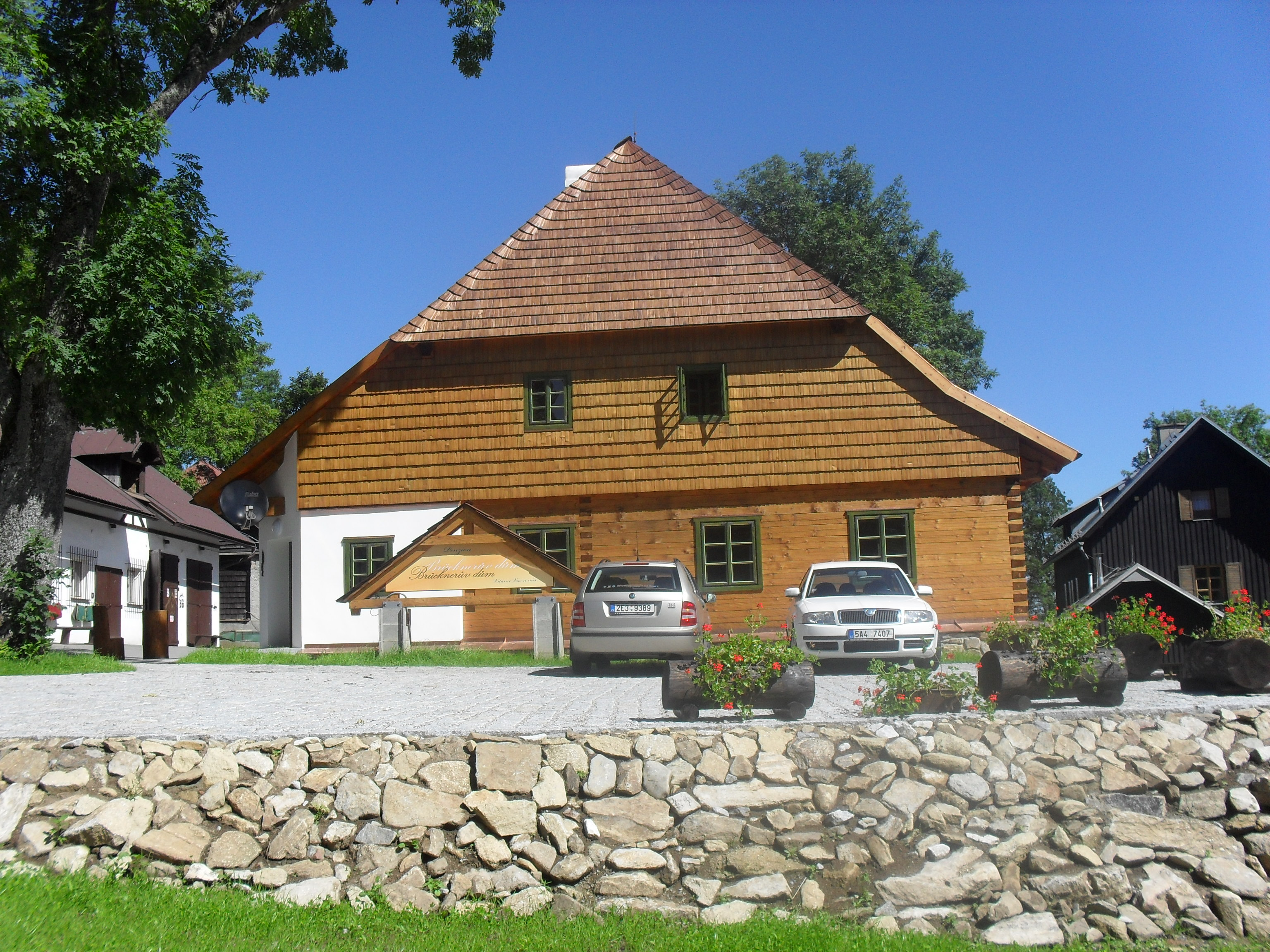
Penzion Brücknerův dům
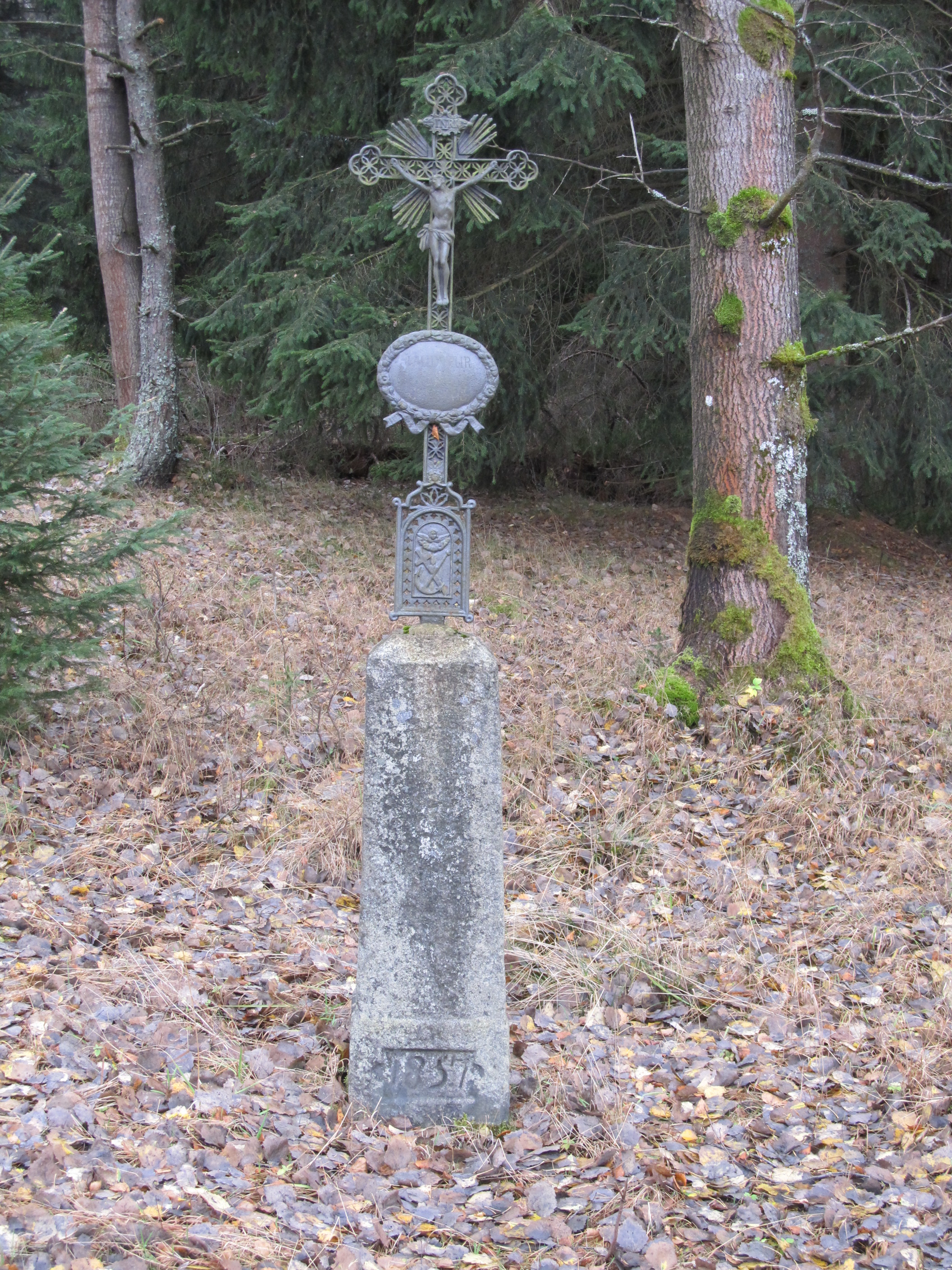
Křížek u Grubergu
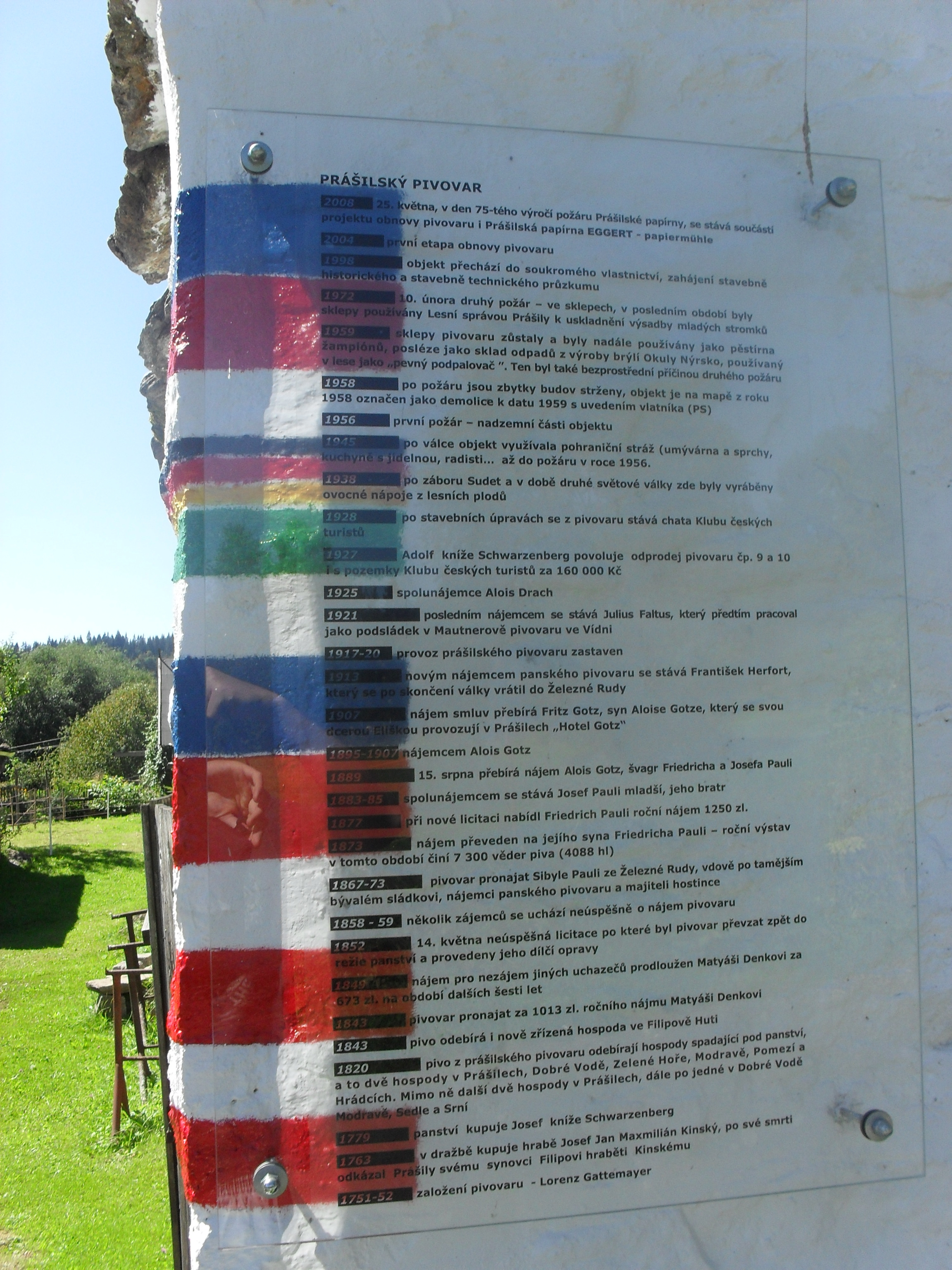
Plaketa popisující historii místního zaniklého pivovaru
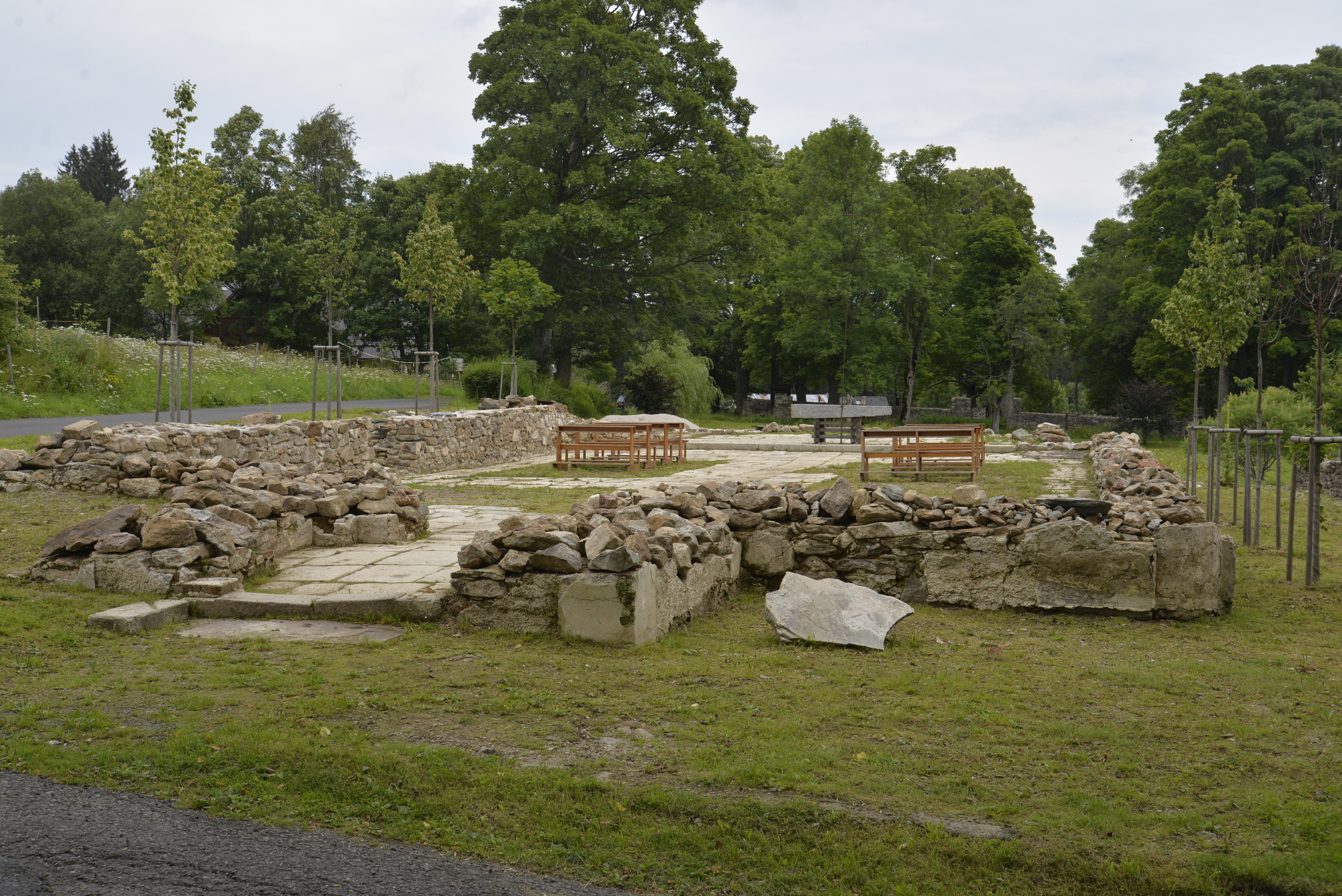
Obnovené základy zničeného kostela sv. Prokopa